# Alexandre Guimarães
Alexander Henrique Borges Guimarães (Maceió, Alagoas, Brasil, 7 de noviembre de 1959) es un exfutbolista y entrenador costarricense. Actualmente está sin equipo.

## Trayectoria
Nació el 7 de noviembre de 1959 en la localidad brasileña de Maceió, Alagoas. Llegó a Costa Rica a los 11 años de edad junto a su padre, Luis de Souza Borges, su madre María Alice Guimarães y sus tres hermanos Carlos, Guillermo y Ana. Obtuvo la nacionalidad costarricense en 1984.

### Como jugador
Comenzó jugando baloncesto con el Colegio Calasanz, en segunda división. Más tarde, mientras estudiaba Educación Física en la Universidad de Costa Rica y jugaba fútbol en segunda división con Durpanel-San Blas, conoció a Wino Khnor, el entrenador del equipo Asturias, con sede en Puntarenas, quien lo invitó a jugar con esa divisa del baloncesto nacional. Alexandre practicaba ambos deportes y fue goleador del Durpanel en 1979 al concretar dieciséis anotaciones. Luego integró una práctica en el Municipal Puntarenas de la máxima categoría dirigido por el estratega argentino Omar Muraco. Dejó el baloncesto para dedicarse exclusivamente al fútbol y estuvo dos temporadas en el cuadro porteño, siendo el subgoleador del torneo en su primera temporada. En 1982 dio el salto al Deportivo Saprissa que tenía como entrenador a Walter Elizondo. Se proclamó campeón de las campañas de 1982, 1988 y 1989, así como de la Copa Camel —torneo amistoso— en su edición de 1985. Cerró su etapa como futbolista en el Municipal Turrialba en 1993. Sus números totales fueron de 377 partidos oficiales, 95 goles y 10 expulsiones.

### Como entrenador
Después de su conclusión como futbolista a los 32 años, incursionó en el campo como comentarista de fútbol en Canal 7, y fue de esta forma en cómo se decidió por optar ser director técnico. Estudió en Alemania, Francia, Italia y España mediante cursos intensivos y en su travesía aprendió cinco idiomas: portugués, español, alemán, francés e italiano. Tras su regreso se encargó de las ligas menores de Saprissa, y se convirtió más tarde en el asistente del uruguayo Carlos Linares del cuadro morado absoluto.
En 1994 fue designado entrenador de Belén con la tarea inicial de eludir la zona de descenso. Cuando llegó la opción belemita, Alexandre le consultó a Linares su opinión y este le dijo: «Guima, dale, ya estás preparado». En este club pudo sobrepasar las expectativas e identificó rápidamente las figuras que le ayudaron a plasmar su idea, como José Pablo Fonseca, Walter Centeno, Óscar Ramírez, Geraldo Da Silva, Luis Fernández, Gilbert Solano y Alfredo Contreras. El 2 de junio de 1996, conquistó su primer cetro como técnico al ganar la Copa Federación de forma invicta y superar al Cartaginés en la final.
El 17 de julio de 1996, se oficializó su incorporación como nuevo estratega del Herediano, en sustitución del español Juan Luis Hernández. Aunque solo estuvo una temporada, pudo recibir la distinción de mejor entrenador nacional. El 28 de mayo de 1997 fue anunciada su salida del cuadro rojiamarillo, ya que contaba con otras ofertas de dirigir. Pasó al Deportivo Saprissa y alcanzó el bicampeonato de las temporadas de 1997-98 y 1998-99, así como el Torneo Grandes de Centroamérica 1998.
El 30 de abril de 1999, Guimarães confirmó su llegada al Comunicaciones de Guatemala para la siguiente temporada. Sin embargo, presentó la renuncia el 2 de septiembre debido a los malos resultados del cuadro crema en la Copa Interclubes UNCAF. El 13 de septiembre fue nombrado nuevamente  técnico de Saprissa, sustituyendo a Carlos Santana.
El 8 de mayo de 2000, Alexandre aceptó el puesto de asistente técnico de Gílson Nuñes en la Selección de Costa Rica, asimismo fue designado entrenador del combinado olímpico. Fue cuestionado por su actitud relajada en la fase cuadrangular de la eliminatoria al Mundial, donde en varias ocasiones tuvo que observar los partidos desde la gradería, siendo evidencia de los problemas de comunicación que se suscitaron entre Nuñes y Guimarães en dicho período. Tras la renuncia del estratega brasileño el 16 de noviembre, Alexandre fue recomendado por Nuñes para estar al frente de la selección absoluta, hecho que se terminó concretando pero a cambio debió dejar su cargo de la preolímpica. Debutó el 6 de enero de 2001 en la victoria por 5-2 sobre Guatemala, por el duelo de desempate que definió el clasificado a la hexagonal final. Su selección se clasificó al Mundial de 2002 como líder de esta fase con 23 puntos. Previo a su calificación a la justa máxima, dirigió también los torneos de la Copa de Naciones UNCAF y la Copa América en 2001, y fue subcampeón de la Copa de Oro 2002.
La Copa Mundial de 2002 fue su última competencia dirigida con la selección. Debutó en el máximo torneo el 4 de junio en el Estadio Mundialista de Gwangju frente a China, ganando el partido por 0-2. El 9 de junio, en el Estadio Munhak contra Turquía, se presentó el empate 1-1 y el 13 de junio su conjunto cayó por 2-5 ante Brasil, resultado que dejó eliminado a Costa Rica por diferencia de goles con los turcos.
El 17 de junio de 2003, Alexandre acabó con los rumores que lo vinculaban a la Selección de Honduras al firmar por un año en el Cartaginés. Fue acompañado por su asistente César Eduardo Méndez y el preparador físico Rodolfo Fernández, quienes entre los tres percibieron un salario de treinta mil dólares cuya mitad del monto fue pagado por Teletica. El 18 de noviembre fue despedido de su cargo debido a los malos resultados que presentó el cuadro brumoso en el Torneo de Apertura, teniendo un saldo de ocho derrotas, tres empates y tres victorias.
El 15 de diciembre de 2003, selló su contratación en la primera división mexicana con el Irapuato. El 16 de junio de 2004 no logró un acuerdo para seguir en el club. El 24 de junio de ese año, estampó su firma por un año en el Dorados de Sinaloa, equipo recién ascendido a la máxima categoría. El 24 de octubre renunció luego del revés por 0-1 ante el Toluca, sumado al bajo rendimiento de tres triunfos, dos empates y siete derrotas.
El 1 de abril de 2005, Guimarães inició su segunda etapa como seleccionador de Costa Rica que estaba disputando la hexagonal eliminatoria al Mundial, donde reemplazó al colombiano Jorge Luis Pinto. El 8 de octubre ganó por 3-0 sobre Estados Unidos y se aseguró la clasificación a la Copa del Mundo a falta de una fecha de la conclusión de la eliminatoria. Para el Mundial de 2006 llevado a cabo en territorio alemán, debutó en su segunda justa el 9 de junio en la fecha inaugural frente al anfitrión Alemania (derrota 4-2), en el Estadio de Múnich. Luego se dieron las pérdidas contra Ecuador (3-0) y Polonia (1-2). Costa Rica se marchó del torneo sin sumar puntos. Después de la discreta participación en el torneo mundial, el 3 de julio presentó su renuncia dejando sin efecto el contrato de cuatro años que había firmado.
El 15 de noviembre de 2006, fue presentado como nuevo entrenador de la Selección de Panamá, a su vez fue ratificado estratega del combinado Sub-23. Estando al frente del cuadro panameño, obtuvo el subcampeonato de la Copa de Naciones UNCAF 2007 y alcanzó los cuartos de final de la Copa de Oro ese mismo año. Con la Sub-23 quedó en la fase de grupos del Preolímpico de Concacaf. El 24 de junio de 2008, se dio la separación de Guimarães tras su eliminación prematura en la ruta al Mundial 2010.
El 1 de mayo de 2009, Alexandre fue fichado para dirigir al equipo Al-Wasl de Emiratos Árabes Unidos. El 27 de abril de 2010 ganó la Copa de Clubes Campeones del Golfo. El 18 de mayo anunció que no seguiría en el equipo. En noviembre de 2010 se convirtió en entrenador del Al-Dhafra hasta el fin de la temporada.
El 27 de mayo de 2011, se dio su presentación en el Deportivo Saprissa, institución a la que volvió luego de once años. Dirigió los torneos de Invierno 2011 y Verano 2012, llegando a la instancia de semifinales en ambas competencias. El 10 de mayo de 2012 se anunció su salida del club morado.
El 31 de mayo de 2012, fue llevado a cabo su incorporación al Tianjin Jinmen Tiger de la Superliga de China, donde se vinculó por el resto de la temporada así como de la siguiente. El 30 de octubre de 2013 salvó al equipo del descenso previo a la conclusión del torneo. Su contrato expiró al final de la temporada.
El 19 de abril de 2016, Guimarães asumió el cargo de entrenador del Mumbai City de la India, en sustitución del francés Nicolas Anelka. El 14 de agosto de 2018 se dio su salida por mutuo acuerdo entre ambas partes.
El 13 de junio de 2019, Alexandre fue nombrado nuevo estratega del América de Cali de Colombia, acompañado por Juliano Silveira como asistente y Rodrigo Poletto como preparador físico. En el Torneo Finalización accedió a la cuadrangular como segundo lugar de la tabla general. En esta fase lideró el grupo B y alcanzó la final por el título frente al líder del grupo A que fue Junior. El 7 de diciembre se proclamó campeón del torneo tras la victoria en el partido de vuelta por 2-0. Su equipo rompió la racha de once años sin obtener una liga. El 1 de junio de 2020, Guimarães no pudo llegar a un acuerdo para la renovación de contrato en el que incluía una reducción salarial del treinta por ciento.
El 30 de noviembre de 2020, el Atlético Nacional de Colombia comunicó la designación de Alexandre como su nuevo técnico, en reemplazo de Juan Carlos Osorio y donde firmó por un año. El 5 de junio de 2021, se da su salida del equipo en mutuo acuerdo, esto tras haber tenido una discreta participación en la fase de grupos de la Copa Libertadores.
El 6 de abril de 2022, se anunció la llegada de Guimarães al América de Cali en su segunda gestión al frente del equipo, en sustitución de Juan Carlos Osorio y donde firmó el contrato hasta junio de 2023.
El 12 de marzo de 2024, la Liga Deportiva Alajuelense anunció a Guimarães como nuevo técnico del conjunto manudo, en reemplazo del entrenador argentino Andrés Carevic, quien llevaba muy malos resultados con el equipo. Debuto el 14 de marzo ante el New England Revolution en los octavos de final de la Liga de Campeones de la Concacaf donde terminó en un empate de 1 a 1 (1-5 en global) quedando eliminado del torneo. 

## Selección nacional
Tras obtener la nacionalidad en 1984, Alexandre representó a la Selección de Costa Rica en dieciséis oportunidades en las que anotó dos goles. Participó en la primera etapa del proceso eliminatorio al Mundial de 1990, y luego el entrenador yugoslavo Bora Milutinović decidió incluirlo en la nómina para disputar la justa mundialista en Italia. Tras quedar en la suplencia en el primer duelo ante Escocia (victoria 1-0), Guimarães vería acción en los últimos doce minutos contra Brasil (derrota 1-0), al sustituir a Juan Cayasso. Esta fue la primera vez en que un futbolista nacido en Brasil jugara contra el representativo de su país de origen en una Copa del Mundo. Luego repitió su rol de variante en el juego que cerró la fase de grupos frente a Suecia (triunfo 1-2), así como de los octavos de final contra Checoslovaquia (revés 4-1).

#### Participaciones en Copas del Mundo
| Mundial              | Sede   | Resultado        | Posición | Partidos | Goles |
| -------------------- | ------ | ---------------- | -------- | -------- | ----- |
| Copa Mundial de 1990 | Italia | Octavos de final | 13/24    | 3        | 0     |

#### Goles internacionales
| Núm | Fecha                   | Lugar                                   | Rival    | Gol | Resultado | Competición                |
| --- | ----------------------- | --------------------------------------- | -------- | --- | --------- | -------------------------- |
| 1   | 8 de septiembre de 1985 | Estadio Nacional, Tegucigalpa, Honduras | Honduras | 0-1 | 3-1       | Clasificación Mundial 1986 |
| 2   | 7 de febrero de 1989    | Estadio Nacional, San José, Costa Rica  | Polonia  | 1-1 | 2-4       | Amistoso                   |

## Estadísticas

### Como jugador

#### Clubes
| Club                 | País       | Año       |
| -------------------- | ---------- | --------- |
| Durpanel-San Blas    | Costa Rica | 1977-1980 |
| Municipal Puntarenas | Costa Rica | 1980-1981 |
| Deportivo Saprissa   | Costa Rica | 1982-1991 |
| Municipal Turrialba  | Costa Rica | 1992-1993 |

### Como entrenador

#### Clubes
| Equipo                                  | Div.         | Temporada    | Liga | Liga | Liga | Liga |    | Copa | Copa | Copa | Copa |    | Internacional | Internacional | Internacional | Internacional |   | Otros | Otros | Otros | Otros |     | Totales     | Totales | Totales | Totales | Totales | Totales | Totales | Totales |
| Equipo                                  | Div.         | Temporada    | PD   | G    | E    | P    | PD | G    | E    | P    | PD   | G  | E             | P             | PD            | G             | E | P     | PD    | G     | E     | P   | Rendimiento | GF      | GC      | Dif.    |         |         |         |         |
| --------------------------------------- | ------------ | ------------ | ---- | ---- | ---- | ---- | -- | ---- | ---- | ---- | ---- | -- | ------------- | ------------- | ------------- | ------------- | - | ----- | ----- | ----- | ----- | --- | ----------- | ------- | ------- | ------- | ------- | ------- | ------- | ------- |
| Belén Fútbol Club · Costa Rica          | 1.ª          | 1994-95      | 22   | 3    | 9    | 10   | -  | -    | -    | -    | -    | -  | -             | -             | -             | -             | - | -     | 22    | 3     | 9     | 10  | 45.46%      | ?       | ?       | ?       |         |         |         |         |
| Belén Fútbol Club · Costa Rica          | 1.ª          | 1995-96      | 46   | 17   | 18   | 11   | 5  | 5    | 0    | 0    | -    | -  | -             | -             | -             | -             | - | -     | 51    | 22    | 18    | 11  | 54.9%       | 66      | 40      | +26     |         |         |         |         |
| Belén Fútbol Club · Costa Rica          | Total        | Total        | 68   | 20   | 27   | 21   | 5  | 5    | 0    | 0    | -    | -  | -             | -             | -             | -             | - | -     | 73    | 25    | 27    | 21  | 46.58%      | 66      | 40      | +26     |         |         |         |         |
| CS Herediano · Costa Rica               | 1.ª          | 1996-97      | 40   | 23   | 9    | 8    | -  | -    | -    | -    | -    | -  | -             | -             | -             | -             | - | -     | 40    | 23    | 9     | 8   | 65%         | 77      | 30      | +47     |         |         |         |         |
| CS Herediano · Costa Rica               | Total        | Total        | 40   | 23   | 9    | 8    | -  | -    | -    | -    | -    | -  | -             | -             | -             | -             | - | -     | 40    | 23    | 9     | 8   | 65%         | 77      | 30      | +47     |         |         |         |         |
| Deportivo Saprissa · Costa Rica         | 1.ª          | 1997-98      | 48   | 27   | 14   | 7    | -  | -    | -    | -    | 10   | 6  | 3             | 1             | 8             | 3             | 4 | 1     | 66    | 36    | 21    | 9   | 65.16%      | 127     | 46      | +81     |         |         |         |         |
| Deportivo Saprissa · Costa Rica         | 1.ª          | 1998-99      | 44   | 29   | 12   | 3    | -  | -    | -    | -    | -    | -  | -             | -             | 3             | 0             | 3 | 0     | 47    | 29    | 15    | 3   | 72.34%      | 112     | 41      | +71     |         |         |         |         |
| Comunicaciones · Guatemala              | 1.ª          | 1999         | 5    | 4    | 0    | 1    | -  | -    | -    | -    | -    | -  | -             | -             | 6             | 3             | 0 | 3     | 11    | 7     | 0     | 4   | 63.64%      | 24      | 17      | +7      |         |         |         |         |
| Comunicaciones · Guatemala              | Total        | Total        | 5    | 4    | 0    | 1    | -  | -    | -    | -    | -    | -  | -             | -             | 6             | 3             | 0 | 3     | 11    | 7     | 0     | 4   | 63.64%      | 24      | 17      | +7      |         |         |         |         |
| Deportivo Saprissa · Costa Rica         | 1.ª          | 1999-00      | 39   | 26   | 7    | 6    | -  | -    | -    | -    | -    | -  | -             | -             | -             | -             | - | -     | 39    | 26    | 7     | 6   | 72.65%      | 78      | 39      | +39     |         |         |         |         |
| CS Cartaginés · Costa Rica              | 1.ª          | 2003         | 14   | 3    | 3    | 8    | -  | -    | -    | -    | -    | -  | -             | -             | -             | -             | - | -     | 14    | 3     | 3     | 8   | 28.57%      | 15      | 25      | -10     |         |         |         |         |
| CS Cartaginés · Costa Rica              | Total        | Total        | 14   | 3    | 3    | 8    | -  | -    | -    | -    | -    | -  | -             | -             | -             | -             | - | -     | 14    | 3     | 3     | 8   | 28.57%      | 15      | 25      | -10     |         |         |         |         |
| Real Irapuato · México                  | 1.ª          | 2004         | 19   | 6    | 8    | 5    | -  | -    | -    | -    | -    | -  | -             | -             | -             | -             | - | -     | 19    | 6     | 8     | 5   | 45.62%      | 23      | 30      | -7      |         |         |         |         |
| Real Irapuato · México                  | Total        | Total        | 19   | 6    | 8    | 5    | -  | -    | -    | -    | -    | -  | -             | -             | -             | -             | - | -     | 19    | 6     | 8     | 5   | 45.62%      | 23      | 30      | -7      |         |         |         |         |
| Dorados de Sinaloa · México             | 1.ª          | 2004         | 12   | 3    | 2    | 7    | -  | -    | -    | -    | -    | -  | -             | -             | -             | -             | - | -     | 12    | 3     | 2     | 7   | 30.56%      | 16      | 22      | -6      |         |         |         |         |
| Dorados de Sinaloa · México             | Total        | Total        | 12   | 3    | 2    | 7    | -  | -    | -    | -    | -    | -  | -             | -             | -             | -             | - | -     | 12    | 3     | 2     | 7   | 30.56%      | 16      | 22      | -6      |         |         |         |         |
| Al-Wasl · EAU                           | 1.ª          | 2009-10      | 22   | 8    | 5    | 9    | 6  | 1    | 2    | 3    | 8    | 3  | 4             | 1             | 1             | 0             | 0 | 1     | 37    | 12    | 11    | 14  | 42.34%      | 63      | 62      | +1      |         |         |         |         |
| Al-Wasl · EAU                           | Total        | Total        | 22   | 8    | 5    | 9    | 6  | 1    | 2    | 3    | 8    | 3  | 4             | 1             | 1             | 0             | 0 | 1     | 37    | 12    | 11    | 14  | 42.34%      | 63      | 62      | +1      |         |         |         |         |
| Al-Dhafra Club · EAU                    | 1.ª          | 2010-11      | 14   | 1    | 3    | 10   | 6  | 4    | 0    | 2    | 5    | 2  | 1             | 2             | 1             | 0             | 0 | 1     | 26    | 7     | 4     | 15  | 32.05%      | 39      | 47      | -8      |         |         |         |         |
| Al-Dhafra Club · EAU                    | Total        | Total        | 14   | 1    | 3    | 10   | 6  | 4    | 0    | 2    | 5    | 2  | 1             | 2             | 1             | 0             | 0 | 1     | 26    | 7     | 4     | 15  | 32.05%      | 39      | 47      | -8      |         |         |         |         |
| Deportivo Saprissa · Costa Rica         | 1.ª          | 2011         | 22   | 9    | 9    | 4    | -  | -    | -    | -    | -    | -  | -             | -             | -             | -             | - | -     | 22    | 9     | 9     | 4   | 54.55%      | 36      | 24      | +12     |         |         |         |         |
| Deportivo Saprissa · Costa Rica         | 1.ª          | 2012         | 22   | 11   | 6    | 5    | -  | -    | -    | -    | -    | -  | -             | -             | -             | -             | - | -     | 22    | 11    | 6     | 5   | 59.09%      | 39      | 24      | +15     |         |         |         |         |
| Deportivo Saprissa · Costa Rica         | Total        | Total        | 175  | 102  | 48   | 25   | -  | -    | -    | -    | 10   | 6  | 3             | 1             | 11            | 3             | 7 | 1     | 196   | 111   | 58    | 27  | 66.49%      | 392     | 174     | +218    |         |         |         |         |
| Tianjin Jinmen Tiger China              | 1.ª          | 2012         | 18   | 6    | 8    | 4    | 1  | 0    | 1    | 0    | -    | -  | -             | -             | -             | -             | - | -     | 19    | 6     | 9     | 4   | 47.37%      | 19      | 17      | +2      |         |         |         |         |
| Tianjin Jinmen Tiger China              | 1.ª          | 2013         | 30   | 11   | 7    | 12   | 2  | 1    | 0    | 1    | -    | -  | -             | -             | -             | -             | - | -     | 32    | 12    | 7     | 13  | 44.79%      | 37      | 45      | -8      |         |         |         |         |
| Tianjin Jinmen Tiger China              | Total        | Total        | 48   | 17   | 15   | 16   | 3  | 1    | 1    | 1    | -    | -  | -             | -             | -             | -             | - | -     | 51    | 18    | 16    | 17  | 45.75%      | 56      | 62      | -6      |         |         |         |         |
| Mumbai City India                       | 1.ª          | 2016         | 16   | 6    | 6    | 4    | -  | -    | -    | -    | -    | -  | -             | -             | -             | -             | - | -     | 16    | 6     | 6     | 4   | 50%         | 18      | 11      | +7      |         |         |         |         |
| Mumbai City India                       | 1.ª          | 2017-18      | 18   | 7    | 2    | 9    | -  | -    | -    | -    | -    | -  | -             | -             | 2             | 1             | 0 | 1     | 20    | 8     | 2     | 10  | 43.33%      | 28      | 32      | -4      |         |         |         |         |
| Mumbai City India                       | Total        | Total        | 34   | 13   | 8    | 13   | -  | -    | -    | -    | -    | -  | -             | -             | 2             | 1             | 0 | 1     | 36    | 14    | 8     | 14  | 46.3%       | 46      | 43      | +3      |         |         |         |         |
| América de Cali · Colombia              | 1.ª          | 2019         | 28   | 15   | 6    | 7    | -  | -    | -    | -    | -    | -  | -             | -             | -             | -             | - | -     | 28    | 15    | 6     | 7   | 60.71%      | 40      | 31      | +9      |         |         |         |         |
| América de Cali · Colombia              | 1.ª          | 2020         | 8    | 3    | 3    | 2    | -  | -    | -    | -    | 2    | 1  | 0             | 1             | -             | -             | - | -     | 10    | 4     | 3     | 3   | 50%         | 13      | 12      | +1      |         |         |         |         |
| Atlético Nacional · Colombia            | 1.ª          | 2021         | 20   | 10   | 5    | 5    | -  | -    | -    | -    | 10   | 4  | 2             | 4             | -             | -             | - | -     | 30    | 14    | 7     | 9   | 54.45%      | 54      | 29      | +25     |         |         |         |         |
| Atlético Nacional · Colombia            | Total        | Total        | 20   | 10   | 5    | 5    | -  | -    | -    | -    | 10   | 4  | 2             | 4             | -             | -             | - | -     | 30    | 14    | 7     | 9   | 54.45%      | 54      | 29      | +25     |         |         |         |         |
| América de Cali · Colombia              | 1.ª          | 2022         | 32   | 9    | 13   | 10   | 2  | 0    | 0    | 2    | -    | -  | -             | -             | -             | -             | - | -     | 34    | 9     | 13    | 12  | 39.22%      | 31      | 32      | -1      |         |         |         |         |
| América de Cali · Colombia              | 1.ª          | 2023         | 26   | 12   | 6    | 8    | -  | -    | -    | -    | -    | -  | -             | -             | -             | -             | - | -     | 26    | 12    | 6     | 8   | 53.84%      | 40      | 29      | +11     |         |         |         |         |
| América de Cali · Colombia              | Total        | Total        | 94   | 39   | 28   | 27   | 2  | 0    | 0    | 2    | 2    | 1  | 0             | 1             | -             | -             | - | -     | 98    | 40    | 28    | 30  | 50.34%      | 124     | 104     | +20     |         |         |         |         |
| Liga Deportiva Alajuelense · Costa Rica | 1.ª          | 2024         | 14   | 8    | 5    | 1    | -  | -    | -    | -    | 1    | 0  | 1             | 0             | -             | -             | - | -     | 15    | 8     | 6     | 1   | 66.66%      | 26      | 11      | +15     |         |         |         |         |
| Liga Deportiva Alajuelense · Costa Rica | 1.ª          | 2024         | 26   | 14   | 8    | 4    | 2  | 0    | 1    | 1    | 10   | 7  | 3             | 0             | 1             | 1             | 0 | 0     | 39    | 22    | 12    | 5   | 66.67%      | 67      | 37      | +30     |         |         |         |         |
| Liga Deportiva Alajuelense · Costa Rica | 1.ª          | 2025         | 16   | 7    | 9    | 0    | 1  | 1    | 0    | 0    | 2    | 0  | 1             | 1             | -             | -             | - | -     | 19    | 8     | 10    | 1   | 59.65%      | 23      | 13      | +10     |         |         |         |         |
| Liga Deportiva Alajuelense · Costa Rica | Total        | Total        | 56   | 30   | 21   | 5    | 3  | 1    | 1    | 1    | 13   | 7  | 5             | 1             | 1             | 1             | 0 | 0     | 73    | 39    | 27    | 7   | 66.21%      | 116     | 61      | +55     |         |         |         |         |
| Total clubes                            | Total clubes | Total clubes | 621  | 279  | 182  | 160  | 25 | 12   | 4    | 9    | 48   | 23 | 15            | 10            | 22            | 8             | 7 | 7     | 724   | 324   | 208   | 186 | 54.33%      | 1111    | 746     | +365    |         |         |         |         |
| 1. 2. 3.                                |              |              |      |      |      |      |    |      |      |      |      |    |               |               |               |               |   |       |       |       |       |     |             |         |         |         |         |         |         |         |

#### Selecciones
| Costa Rica          | 2001-02             | 14  | 7   | 4   | 3   | 11 | 8  | 2 | 1  | 3  | 1  | 1  | 1  | 6  | 0  | 2  | 4  | 34  | 16  | 9   | 9   | 55.88% | 54   | 37  | +17  |
| Costa Rica          | 2005-06             | 4   | 2   | 1   | 1   | 7  | 4  | 0 | 3  | 3  | 0  | 0  | 3  | 8  | 1  | 1  | 6  | 22  | 7   | 2   | 13  | 34.85% | 28   | 40  | -12  |
| Costa Rica          | Total               | 18  | 9   | 5   | 4   | 18 | 12 | 2 | 4  | 6  | 1  | 1  | 4  | 14 | 1  | 3  | 10 | 56  | 23  | 11  | 22  | 47.62% | 82   | 77  | +5   |
| Panamá              | 2007                | 8   | 3   | 3   | 2   | 2  | 1  | 0 | 1  | -  | -  | -  | -  | 14 | 3  | 7  | 4  | 24  | 7   | 10  | 7   | 43.06% | 24   | 29  | -5   |
| Panamá              | Total               | 8   | 3   | 3   | 2   | 2  | 1  | 0 | 1  | -  | -  | -  | -  | 14 | 3  | 7  | 4  | 24  | 7   | 10  | 7   | 43.06% | 24   | 29  | -5   |
| Panamá Sub-23       | 2001-02             | 7   | 3   | 1   | 3   | -  | -  | - | -  | -  | -  | -  | -  | -  | -  | -  | -  | 7   | 3   | 1   | 3   | 47.62% | 8    | 6   | +2   |
| Panamá Sub-23       | Total               | 7   | 3   | 1   | 3   | -  | -  | - | -  | -  | -  | -  | -  | -  | -  | -  | -  | 7   | 3   | 1   | 3   | 47.62% | 8    | 6   | +2   |
| Total Selecciones   | Total Selecciones   | 33  | 15  | 9   | 9   | 20 | 13 | 2 | 5  | 6  | 1  | 1  | 4  | 28 | 4  | 10 | 14 | 87  | 33  | 22  | 32  | 46.36% | 120  | 112 | +8   |
| Total en su carrera | Total en su carrera | 654 | 294 | 191 | 169 | 45 | 25 | 6 | 14 | 54 | 24 | 16 | 14 | 50 | 12 | 17 | 21 | 811 | 357 | 230 | 218 | 53.47% | 1231 | 858 | +373 |

##### Partidos dirigidos en selección
| Partidos con la selección de Costa Rica | Partidos con la selección de Costa Rica | Partidos con la selección de Costa Rica                | Partidos con la selección de Costa Rica | Partidos con la selección de Costa Rica | Partidos con la selección de Costa Rica |
| #                                       | Fecha                                   | Lugar                                                  | Oponente                                | Marcador                                | Competición                             |
| --------------------------------------- | --------------------------------------- | ------------------------------------------------------ | --------------------------------------- | --------------------------------------- | --------------------------------------- |
| 1                                       | 6 de enero de 2001                      | Miami Orange Bowl, Florida, EEUU                       | Guatemala                               | 5 - 2                                   | Eliminatoria al Mundial 2002            |
| 2                                       | 28 de febrero de 2001                   | Ricardo Saprissa, San José, Costa Rica                 | Honduras                                | 2 - 2                                   | Eliminatoria al Mundial 2002            |
| 3                                       | 25 de marzo de 2001                     | Estadio Morera Soto, Alajuela, Costa Rica              | Trinidad y Tobago                       | 3 - 0                                   | Eliminatoria al Mundial 2002            |
| 4                                       | 18 de abril de 2001                     | Estadio Morera Soto, Alajuela, Costa Rica              | Venezuela                               | 1 - 1                                   | Amistoso                                |
| 5                                       | 25 de abril de 2001                     | Arrowhead Stadium, Misuri, EEUU                        | Estados Unidos                          | 1 - 0                                   | Eliminatoria al Mundial 2002            |
| 6                                       | 23 de mayo de 2001                      | Olímpico Metropolitano, San Pedro Sula, Honduras       | Belice                                  | 4 - 0                                   | Copa de Naciones UNCAF 2001             |
| 7                                       | 27 de mayo de 2001                      | Olímpico Metropolitano, San Pedro Sula, Honduras       | Guatemala                               | 1 - 1                                   | Copa de Naciones UNCAF 2001             |
| 8                                       | 30 de mayo de 2001                      | Olímpico Metropolitano, San Pedro Sula, Honduras       | Panamá                                  | 2 - 1                                   | Copa de Naciones UNCAF 2001             |
| 9                                       | 1 de junio de 2001                      | Estadio Nacional, Tegucigalpa, Honduras                | Guatemala                               | 0 - 2                                   | Copa de Naciones UNCAF 2001             |
| 10                                      | 3 de junio de 2001                      | Olímpico Metropolitano, San Pedro Sula, Honduras       | El Salvador                             | 1 - 1                                   | Copa de Naciones UNCAF 2001             |
| 11                                      | 16 de junio de 2001                     | Estadio Azteca, Ciudad de México, México               | México                                  | 1 - 2                                   | Eliminatoria al Mundial 2002            |
| 12                                      | 20 de junio de 2001                     | Estadio Morera Soto, Alajuela, Costa Rica              | Jamaica                                 | 2 - 1                                   | Eliminatoria al Mundial 2002            |
| 13                                      | 1 de julio de 2001                      | Estadio Nacional, Tegucigalpa, Honduras                | Honduras                                | 2 - 3                                   | Eliminatoria al Mundial 2002            |
| 14                                      | 13 de julio de 2001                     | Estadio Atanasio Girardot, Medellín, Colombia          | Honduras                                | 0 - 1                                   | Copa América 2001                       |
| 15                                      | 16 de julio de 2001                     | Estadio Atanasio Girardot, Medellín, Colombia          | Uruguay                                 | 1 - 1                                   | Copa América 2001                       |
| 16                                      | 19 de julio de 2001                     | Estadio Atanasio Girardot, Medellín, Colombia          | Bolivia                                 | 0 - 4                                   | Copa América 2001                       |
| 17                                      | 22 de julio de 2001                     | Estadio Centenario, Armenia, Colombia                  | Uruguay                                 | 1 - 2                                   | Copa América 2001                       |
| 18                                      | 1 de septiembre de 2001                 | Hasely Crawford, Puerto España, Trinidad y Tobago      | Trinidad y Tobago                       | 0 - 2                                   | Eliminatoria al Mundial 2002            |
| 19                                      | 5 de septiembre de 2001                 | Ricardo Saprissa, San José, Costa Rica                 | Estados Unidos                          | 2 - 0                                   | Eliminatoria al Mundial 2002            |
| 20                                      | 7 de octubre de 2001                    | Ricardo Saprissa, San José, Costa Rica                 | México                                  | 0 - 0                                   | Eliminatoria al Mundial 2002            |
| 21                                      | 11 de noviembre de 2001                 | Independence Park, Kingston, Jamaica                   | Jamaica                                 | 0 - 1                                   | Eliminatoria al Mundial 2002            |
| 22                                      | 18 de enero de 2002                     | Miami Orange Bowl, Florida, Estados Unidos             | Martinica                               | 0 - 2                                   | Copa de Oro 2002                        |
| 23                                      | 20 de enero de 2002                     | Miami Orange Bowl, Florida, Estados Unidos             | Trinidad y Tobago                       | 1 - 1                                   | Copa de Oro 2002                        |
| 24                                      | 26 de enero de 2002                     | Miami Orange Bowl, Florida, Estados Unidos             | Haití                                   | 2 - 1                                   | Copa de Oro 2002                        |
| 25                                      | 30 de enero de 2002                     | Rose Bowl, California, Estados Unidos                  | Corea del Sur                           | 3 - 1                                   | Copa de Oro 2002                        |
| 26                                      | 2 de febrero de 2002                    | Rose Bowl, California, Estados Unidos                  | Estados Unidos                          | 0 - 2                                   | Copa de Oro 2002                        |
| 27                                      | 27 de marzo de 2002                     | Ricardo Saprissa, San José, Costa Rica                 | Marruecos                               | 0 - 1                                   | Amistoso                                |
| 28                                      | 17 de abril de 2002                     | Estadio Internacional, Yokohama, Japón                 | Japón                                   | 1 - 1                                   | Amistoso                                |
| 29                                      | 20 de abril de 2002                     | Estadio de Daegu, Daegu, Corea del Sur                 | Corea del Sur                           | 2 - 0                                   | Amistoso                                |
| 30                                      | 9 de mayo de 2002                       | Ricardo Saprissa, San José, Costa Rica                 | Colombia                                | 1 - 2                                   | Amistoso                                |
| 31                                      | 26 de mayo de 2002                      | Kumamoto Athletics Stadium, Kumamoto, Japón            | Bélgica                                 | 1 - 0                                   | Amistoso                                |
| 32                                      | 4 de junio de 2002                      | Estadio Mundialista, Gwangju, Corea del Sur            | China                                   | 0 - 2                                   | Mundial 2002                            |
| 33                                      | 9 de junio de 2002                      | Estadio Munhak, Incheon, Corea del Sur                 | Turquía                                 | 1 - 1                                   | Mundial 2002                            |
| 34                                      | 13 de junio de 2002                     | Estadio Mundialista, Suwon, Corea del Sur              | Brasil                                  | 2 - 5                                   | Mundial 2002                            |
| 35                                      | 24 de mayo de 2005                      | Ullevaal Stadion, Oslo, Noruega                        | Noruega                                 | 1 - 0                                   | Amistoso                                |
| 36                                      | 4 de junio de 2005                      | Rice-Eccles Stadium, Utah, EEUU                        | Estados Unidos                          | 3 - 0                                   | Eliminatoria al Mundial 2006            |
| 37                                      | 8 de junio de 2005                      | Ricardo Saprissa, San José, Costa Rica                 | Guatemala                               | 3 - 2                                   | Eliminatoria al Mundial 2006            |
| 38                                      | 19 de junio de 2005                     | Estadio Helong, Hunan, China                           | China                                   | 2 - 2                                   | Amistoso                                |
| 39                                      | 22 de junio de 2005                     | Estadio Tianhe, Cantón, China                          | China                                   | 2 - 0                                   | Amistoso                                |
| 40                                      | 7 de julio de 2005                      | Qwest Field, Washington, EEUU                          | Canadá                                  | 0 - 1                                   | Copa de Oro 2005                        |
| 41                                      | 9 de julio de 2005                      | Qwest Field, Washington, EEUU                          | Cuba                                    | 1 - 3                                   | Copa de Oro 2005                        |
| 42                                      | 12 de julio de 2005                     | Gillette Stadium, Massachusetts, EEUU                  | Estados Unidos                          | 0 - 0                                   | Copa de Oro 2005                        |
| 43                                      | 16 de julio de 2005                     | Gillette Stadium, Massachusetts, EEUU                  | Honduras                                | 3 - 2                                   | Copa de Oro 2005                        |
| 44                                      | 17 de agosto de 2005                    | Estadio Azteca, Ciudad de México, México               | México                                  | 2 - 0                                   | Eliminatoria al Mundial 2006            |
| 45                                      | 3 de septiembre de 2005                 | Rommel Fernández, Ciudad de Panamá, Panamá             | Panamá                                  | 1 - 3                                   | Eliminatoria al Mundial 2006            |
| 46                                      | 7 de septiembre de 2005                 | Ricardo Saprissa, San José, Costa Rica                 | Trinidad y Tobago                       | 2 - 0                                   | Eliminatoria al Mundial 2006            |
| 47                                      | 8 de octubre de 2005                    | Ricardo Saprissa, San José, Costa Rica                 | Estados Unidos                          | 3 - 0                                   | Eliminatoria al Mundial 2006            |
| 48                                      | 12 de octubre de 2005                   | Mateo Flores, Ciudad de Guatemala, Guatemala           | Guatemala                               | 3 - 1                                   | Eliminatoria al Mundial 2006            |
| 49                                      | 9 de noviembre de 2005                  | Estadio Pierre Aliker, Fort-de-France, Martinica       | Francia                                 | 3 - 2                                   | Amistoso                                |
| 50                                      | 11 de febrero de 2006                   | McAfee Coliseum, California, EEUU                      | Corea del Sur                           | 1 - 0                                   | Amistoso                                |
| 51                                      | 1 de marzo de 2006                      | Estadio Azadi, Teherán, Irán                           | Irán                                    | 3 - 2                                   | Amistoso                                |
| 52                                      | 27 de mayo de 2006                      | Estadio Olímpico, Kiev, Ucrania                        | Ucrania                                 | 4 - 0                                   | Amistoso                                |
| 53                                      | 30 de mayo de 2006                      | Stadion Střelnice, Jablonec nad Nisou, República Checa | República Checa                         | 1 - 0                                   | Amistoso                                |
| 54                                      | 9 de junio de 2006                      | Allianz Arena, Múnich, Alemania                        | Alemania                                | 4 - 2                                   | Mundial 2006                            |
| 55                                      | 15 de junio de 2006                     | Allianz Arena, Múnich, Alemania                        | Ecuador                                 | 3 - 0                                   | Mundial 2006                            |
| 56                                      | 20 de junio de 2006                     | Allianz Arena, Múnich, Alemania                        | Polonia                                 | 1 - 2                                   | Mundial 2006                            |
| Partidos con la selección de Panamá     |                                         |                                                        |                                         |                                         |                                         |
| 1                                       | 29 de noviembre de 2006                 | Cuscatlán, San Salvador, El Salvador                   | El Salvador                             | 0 - 0                                   | Amistoso                                |
| 2                                       | 14 de enero de 2007                     | ELAC Stadium, California, Estados Unidos               | Armenia                                 | 1 - 1                                   | Amistoso                                |
| 3                                       | 31 de enero de 2007                     | Rommel Fernández, Ciudad de Panamá, Panamá             | Trinidad y Tobago                       | 2 - 1                                   | Amistoso                                |
| 4                                       | 11 de febrero de 2007                   | Estadio Cuscatlán, San Salvador, El Salvador           | Honduras                                | 1 - 1                                   | Copa de Naciones UNCAF 2007             |
| 5                                       | 13 de febrero de 2007                   | Estadio Cuscatlán, San Salvador, El Salvador           | Costa Rica                              | 0 - 1                                   | Copa de Naciones UNCAF 2007             |
| 6                                       | 16 de febrero de 2007                   | Estadio Cuscatlán, San Salvador, El Salvador           | Guatemala                               | 2 - 0                                   | Copa de Naciones UNCAF 2007             |
| 7                                       | 18 de febrero de 2007                   | Estadio Cuscatlán, San Salvador, El Salvador           | Costa Rica                              | 1 - 1                                   | Copa de Naciones UNCAF 2007             |
| 8                                       | 24 de marzo de 2007                     | Miami Orange Bowl, Florida, EEUU                       | Haití                                   | 3 - 0                                   | Amistoso                                |
| 9                                       | 26 de marzo de 2007                     | Independence Park, Kingston, Jamaica                   | Jamaica                                 | 1 - 1                                   | Amistoso                                |
| 10                                      | 9 de mayo de 2007                       | Rommel Fernández, Ciudad de Panamá, Panamá             | Colombia                                | 0 - 4                                   | Amistoso                                |
| 11                                      | 8 de junio de 2007                      | Giants Stadium, Nueva Jersey, EEUU                     | Honduras                                | 3 - 2                                   | Copa de Oro 2007                        |
| 12                                      | 10 de junio de 2007                     | Giants Stadium, Nueva Jersey, EEUU                     | Cuba                                    | 2 - 2                                   | Copa de Oro 2007                        |
| 13                                      | 13 de junio de 2007                     | Reliant Stadium, Texas, Estados Unidos                 | México                                  | 1 - 0                                   | Copa de Oro 2007                        |
| 14                                      | 16 de junio de 2007                     | Gillette Stadium, Massachusetts, EEUU                  | Estados Unidos                          | 2 - 1                                   | Copa de Oro 2007                        |
| 15                                      | 22 de agosto de 2007                    | Rommel Fernández, Ciudad de Panamá, Panamá             | Guatemala                               | 2 - 1                                   | Amistoso                                |
| 16                                      | 9 de septiembre de 2007                 | Estadio Cuauhtémoc, Puebla, México                     | México                                  | 1 - 0                                   | Amistoso                                |
| 17                                      | 12 de septiembre de 2007                | Polideportivo de Pueblo Nuevo, Táchira, Venezuela      | Venezuela                               | 1 - 1                                   | Amistoso                                |
| 18                                      | 14 de octubre de 2007                   | Estadio Nacional, Tegucigalpa, Honduras                | Honduras                                | 1 - 0                                   | Amistoso                                |
| 19                                      | 21 de noviembre de 2007                 | Rommel Fernández, Ciudad de Panamá, Panamá             | Costa Rica                              | 1 - 1                                   | Amistoso                                |
| 20                                      | 30 de mayo de 2008                      | Lockhart Stadium, Florida, EEUU                        | Guatemala                               | 0 - 1                                   | Amistoso                                |
| 21                                      | 4 de junio de 2008                      | Lockhart Stadium, Florida, EEUU                        | Canadá                                  | 2 - 2                                   | Amistoso                                |
| 22                                      | 8 de junio de 2008                      | Estadio Regional, Valparaíso, Chile                    | Chile                                   | 0 - 0                                   | Amistoso                                |
| 23                                      | 15 de junio de 2008                     | Rommel Fernández, Ciudad de Panamá, Panamá             | El Salvador                             | 1 - 0                                   | Eliminatoria al Mundial 2010            |
| 24                                      | 22 de junio de 2008                     | Cuscatlán, San Salvador, El Salvador                   | El Salvador                             | 3 - 1                                   | Eliminatoria al Mundial 2010            |

#### Resumen por competiciones
| Temporada                                  | Estadísticas | Estadísticas | Estadísticas | Estadísticas | Estadísticas | Estadísticas | Estadísticas | Estadísticas | Estadísticas |
| Temporada                                  | PD           | G            | E            | P            | GF           | GC           | DG           | Puntos       | Rendimiento  |
| ------------------------------------------ | ------------ | ------------ | ------------ | ------------ | ------------ | ------------ | ------------ | ------------ | ------------ |
| Primera División de Costa Rica             | 304          | 151          | 91           | 62           | 523          | 259          | +264         | 544          | 59.65%       |
| Copa Federación 1996                       | 5            | 5            | 0            | 0            | 9            | 0            | +9           | 15           | 100%         |
| Grandes Centroamérica 1998                 | 8            | 3            | 4            | 1            | 9            | 5            | +4           | 13           | 54.17%       |
| Liga de Campeones de la Concacaf           | 11           | 6            | 4            | 1            | 18           | 7            | +11          | 22           | 66.67%       |
| Copa Interclubes de la Uncaf               | 9            | 3            | 3            | 3            | 15           | 14           | +1           | 12           | 44.44%       |
| Liga Nacional de Fútbol de Guatemala       | 5            | 4            | 0            | 1            | 13           | 7            | +6           | 12           | 80%          |
| Primera División de México                 | 31           | 9            | 10           | 12           | 39           | 52           | -13          | 37           | 39.78%       |
| UAE Pro League                             | 36           | 9            | 8            | 19           | 57           | 73           | -16          | 35           | 32.41%       |
| Campeones del Golfo                        | 13           | 5            | 5            | 3            | 26           | 17           | +9           | 20           | 51.28%       |
| Copa Presidente                            | 2            | 0            | 0            | 2            | 1            | 3            | -2           | 0            | 0%           |
| Copa de Liga de los Emiratos Árabes Unidos | 12           | 5            | 2            | 5            | 18           | 16           | +2           | 17           | 70%          |
| Superliga de China                         | 48           | 17           | 15           | 16           | 53           | 55           | -2           | 66           | 45.84%       |
| Copa de China de fútbol                    | 3            | 1            | 1            | 1            | 3            | 7            | -4           | 4            | 44.44%       |
| Superliga de India                         | 34           | 13           | 8            | 13           | 43           | 40           | +3           | 47           | 46.08%       |
| Super Copa India                           | 2            | 1            | 0            | 1            | 3            | 3            | +0           | 3            | 50%          |
| Categoría Primera A                        | 114          | 49           | 33           | 32           | 159          | 115          | +44          | 180          | 52.63%       |
| Copa Libertadores de América               | 12           | 5            | 2            | 5            | 17           | 14           | +3           | 17           | 47.23%       |
| Copa Colombia                              | 2            | 0            | 0            | 2            | 2            | 4            | -2           | 0            | 0%           |
| Elim. al Preolímpico                       | 4            | 2            | 1            | 1            | 4            | 3            | +1           | 7            | 58.33%       |
| Preolímpico 2008                           | 3            | 1            | 0            | 2            | 4            | 3            | +1           | 3            | 33.33%       |
| Clasificación de Concacaf                  | 20           | 13           | 2            | 5            | 36           | 23           | +13          | 41           | 68.33%       |
| Naciones UNCAF                             | 9            | 4            | 4            | 1            | 13           | 7            | +6           | 16           | 59.25%       |
| Copa América                               | 4            | 2            | 1            | 1            | 7            | 3            | +4           | 7            | 58.33%       |
| Copa de Oro                                | 13           | 6            | 3            | 4            | 20           | 16           | +4           | 21           | 67.69%       |
| Mundial                                    | 6            | 1            | 1            | 4            | 8            | 15           | -7           | 4            | 22.23%       |
| Amistosos                                  | 28           | 4            | 10           | 14           | 22           | 42           | -20          | 22           | 26.19%       |
| Total en su carrera                        | 738          | 319          | 208          | 211          | 1128         | 803          | +325         | 1165         | 52.61%       |

## Palmarés

### Como jugador

#### Títulos nacionales
| Título                         | Equipo             | País       | Año  |
| ------------------------------ | ------------------ | ---------- | ---- |
| Primera División de Costa Rica | Deportivo Saprissa | Costa Rica | 1982 |
| Primera División de Costa Rica | Deportivo Saprissa | Costa Rica | 1988 |
| Primera División de Costa Rica | Deportivo Saprissa | Costa Rica | 1989 |

#### Títulos internacionales
| Título                                | Equipo     | País       | Año  |
| ------------------------------------- | ---------- | ---------- | ---- |
| Campeonato de Naciones de la Concacaf | Costa Rica | Costa Rica | 1989 |

### Como entrenador

#### Títulos nacionales
| Título                         | Equipo             | País       | Año  |
| ------------------------------ | ------------------ | ---------- | ---- |
| Torneo de Copa de Costa Rica   | Belén F. C.        | Costa Rica | 1996 |
| Primera División de Costa Rica | Deportivo Saprissa | Costa Rica | 1998 |
| Primera División de Costa Rica | Deportivo Saprissa | Costa Rica | 1999 |
| Categoría Primera A            | América de Cali    | Colombia   | 2019 |
| Recopa de Costa Rica           | L. D. Alajuelense  | Costa Rica | 2024 |
| Torneo de Copa                 | L. D. Alajuelense  | Costa Rica | 2025 |

#### Títulos internacionales
| Título                           | Equipo             | Sede      | Año  |
| -------------------------------- | ------------------ | --------- | ---- |
| Torneo Grandes de Centroamérica  | Deportivo Saprissa | Guatemala | 1998 |
| Copa de Clubes del Golfo         | Al-Wasl F. C.      | EAU       | 2010 |
| Copa Centroamericana de Concacaf | L. D. Alajuelense  | Alajuela  | 2024 |